# Marele Ducat Hessa
Marele Ducat Hessa (germană Großherzogtum Hessen) a fost un stat ce a existat pe teritoriul actual al Germaniei. A fost format la dizolvarea Sfântului Imperiu Roman de către Napoleon, care l-a ridicat la rangul de Mare Ducat Landgrafiatul Hessa-Darmstadt. Din cauza aceasta, Marele Ducat este cunoscut și ca Hessa-Darmstadt.

## Mari Duci de Hessa (-Darmstadt), 1806–1918
- Ludovic I 1806–1830
- Ludovic II 1830–1848
- Ludovic III 1848–1877
- Ludovic IV 1877–1892
- Ernest Ludovic 1892–1918

În 1918 ducele abdică în urma Revoluției Germane ce transformă ducatul într-o republică cu numele de Volksstaat (Statul Poporului).